# アラールト・ファン・エーフェルディンヘン
アラールト・ファン・エーフェルディンヘン（Allaert van Everdingen、1621年6月18日（洗礼日）– 1675年11月8日（葬礼日）はオランダの画家、版画家である。風景画を描いた。

## 略歴
アルクマールの役人の息子に生まれた。兄に画家のヤン・ファン・エーフェルディンヘン(生年不明)と人物画を得意とするセイザル・ファン・エーフェルディンヘン(1616/17–1678)がいる。アルノルト・ホウブラーケンのオランダ絵画黄金時代の画家たちの伝記『大劇場』によれば、ユトレヒトの画家、ルーラント・サーフェリーの弟子であったとされる。ホウブラーケンによれば1644年に、乗っていた船がノルウェーに嵐から避難し、1644年と1645年をノルウェーやスウェーデンに滞在することになり、北欧の風景をスケッチする機会を得たとされる。平坦なオランダの風景と異なる北欧の海や滝のある森を描いた風景画はオランダ人の人気を得ることになった。1645年にハールレムに移り、風景画家、版画家のピーテル・デ・モラインの弟子にになり、ハールレムの聖ルカ組合に入会し、翌年結婚した。
1657年からアムステルダムに定住し、1675年11月に没した。
ファン・エーフェルディンゲンの風景画はヤーコプ・ファン・ロイスダール(c.1628-1682)といった風景画家に影響を与えたとされる。

## 作品

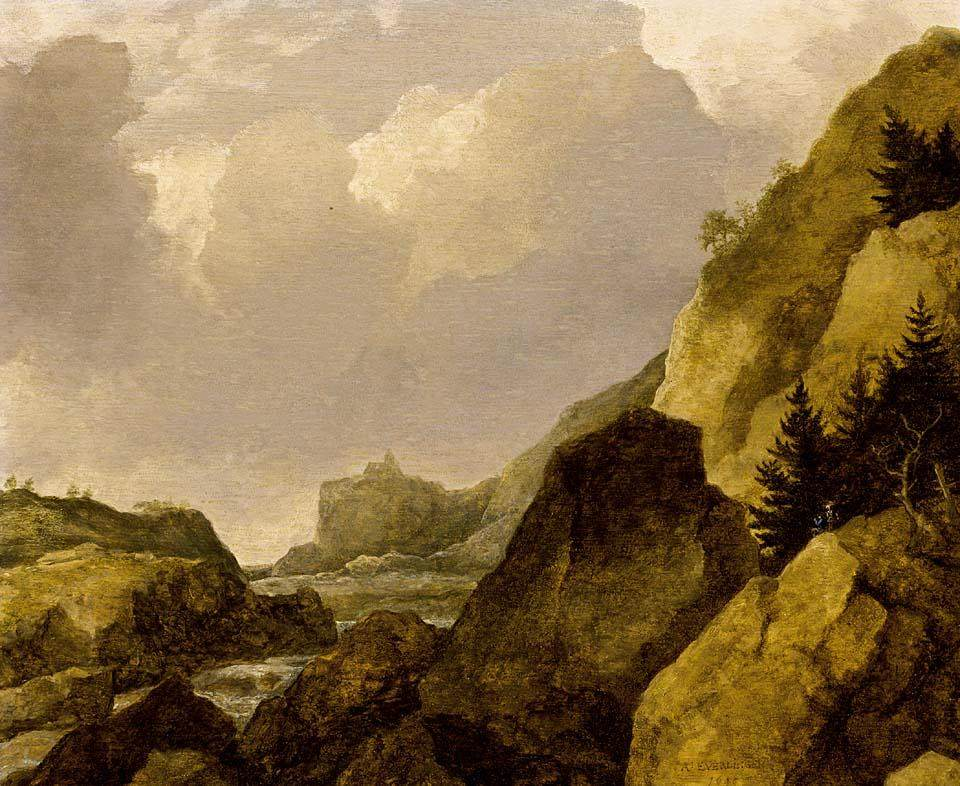
北欧の岩壁のある川の風景(1649)
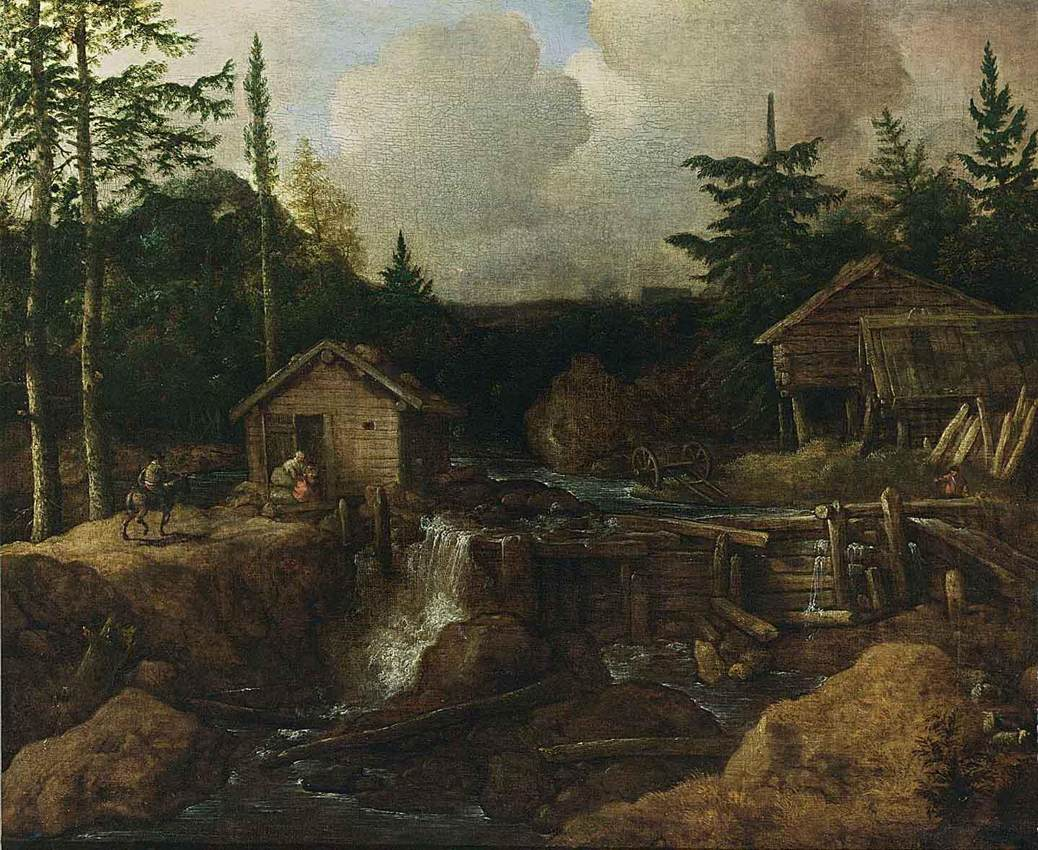
北欧の森の風景
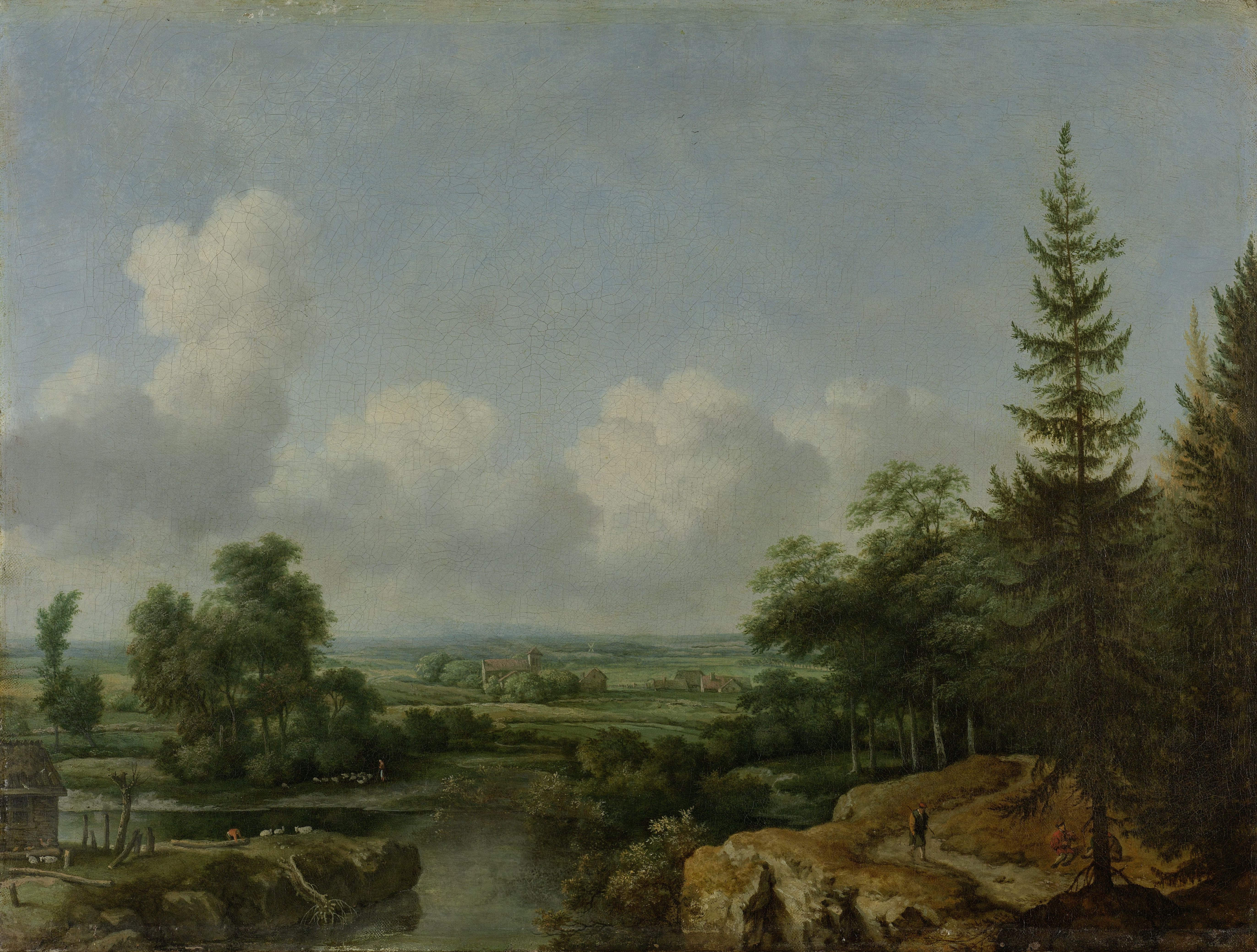
スウェーデンの風景
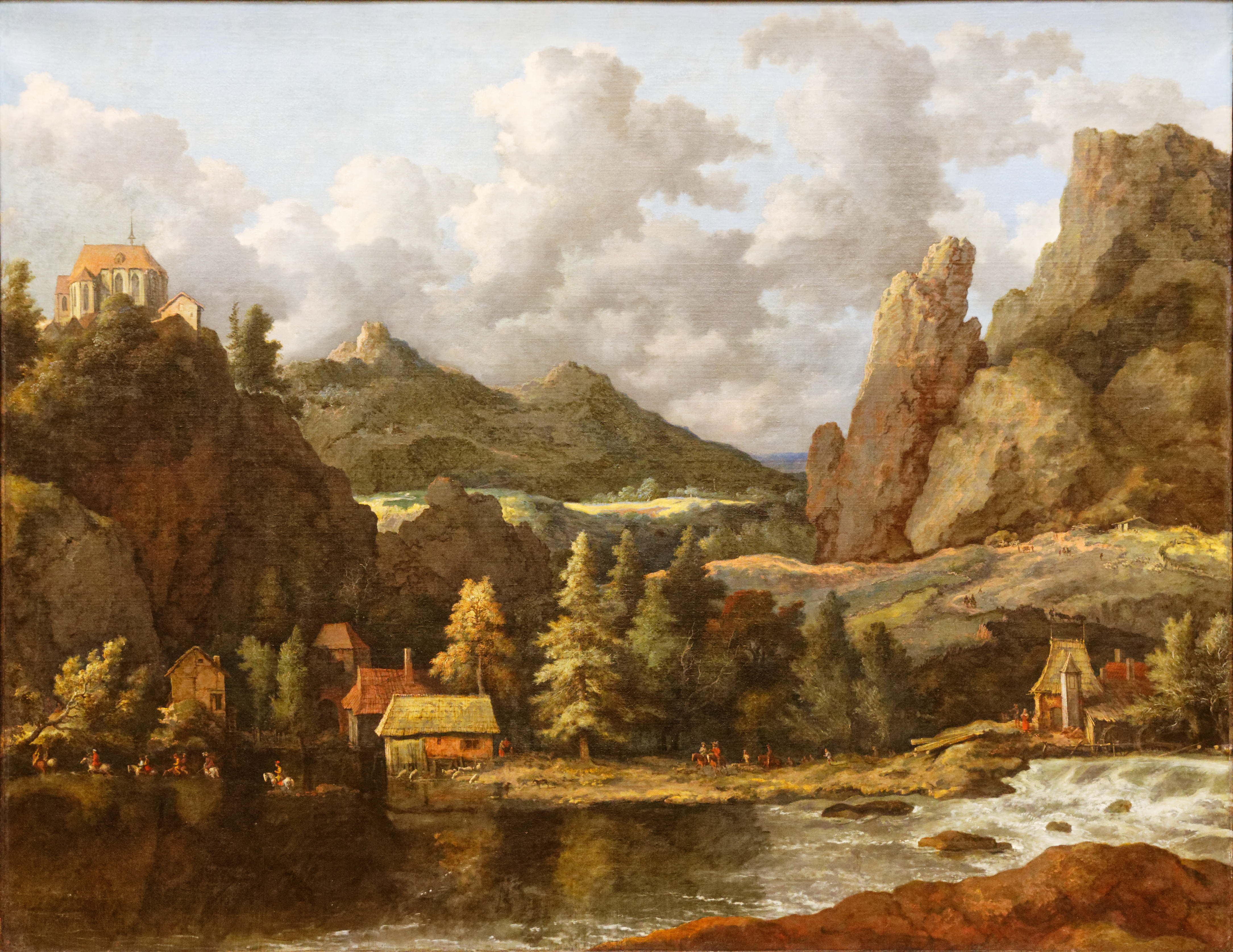
『山岳地帯の川』ルーヴル美術館、パリ

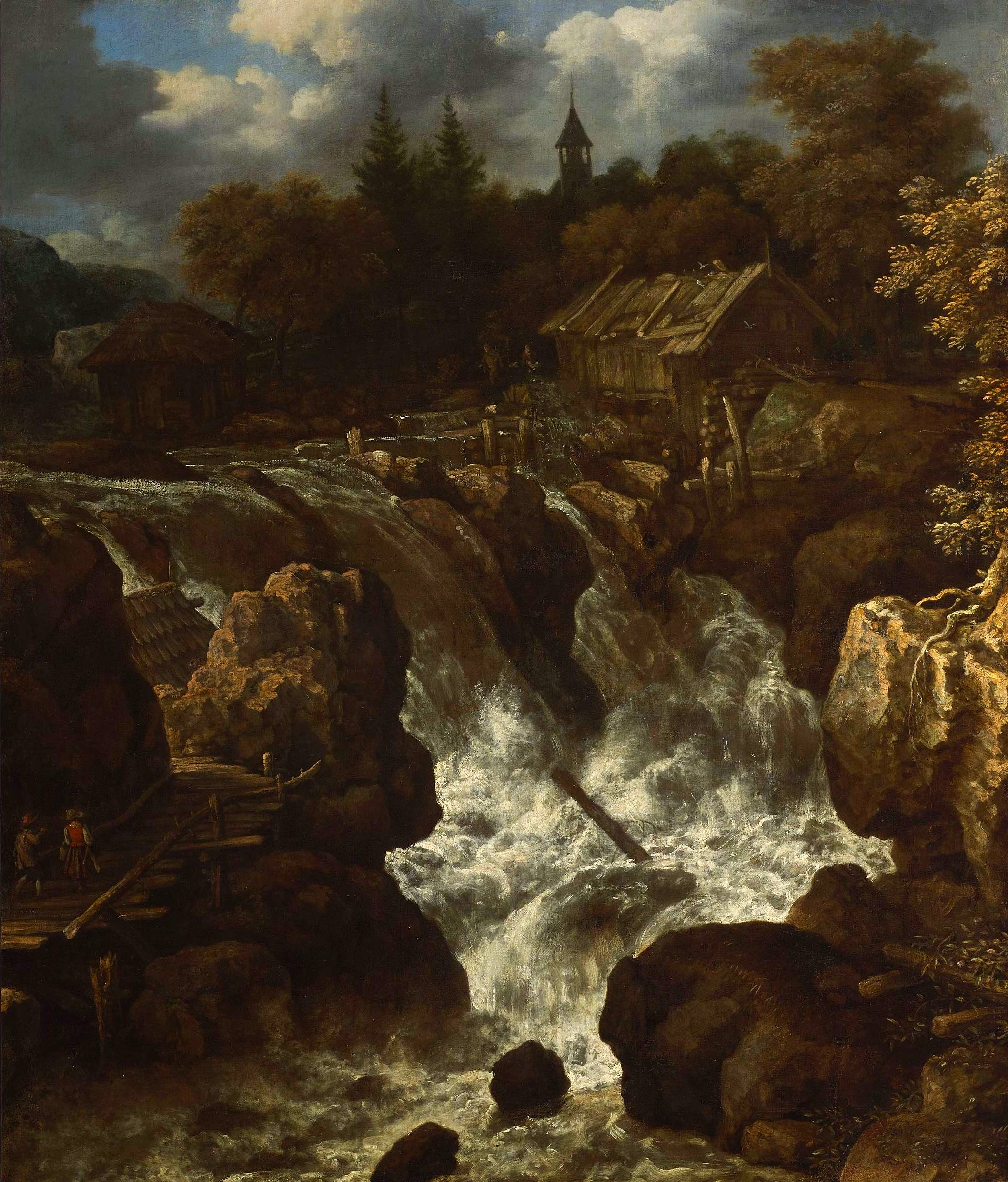
滝のある風景
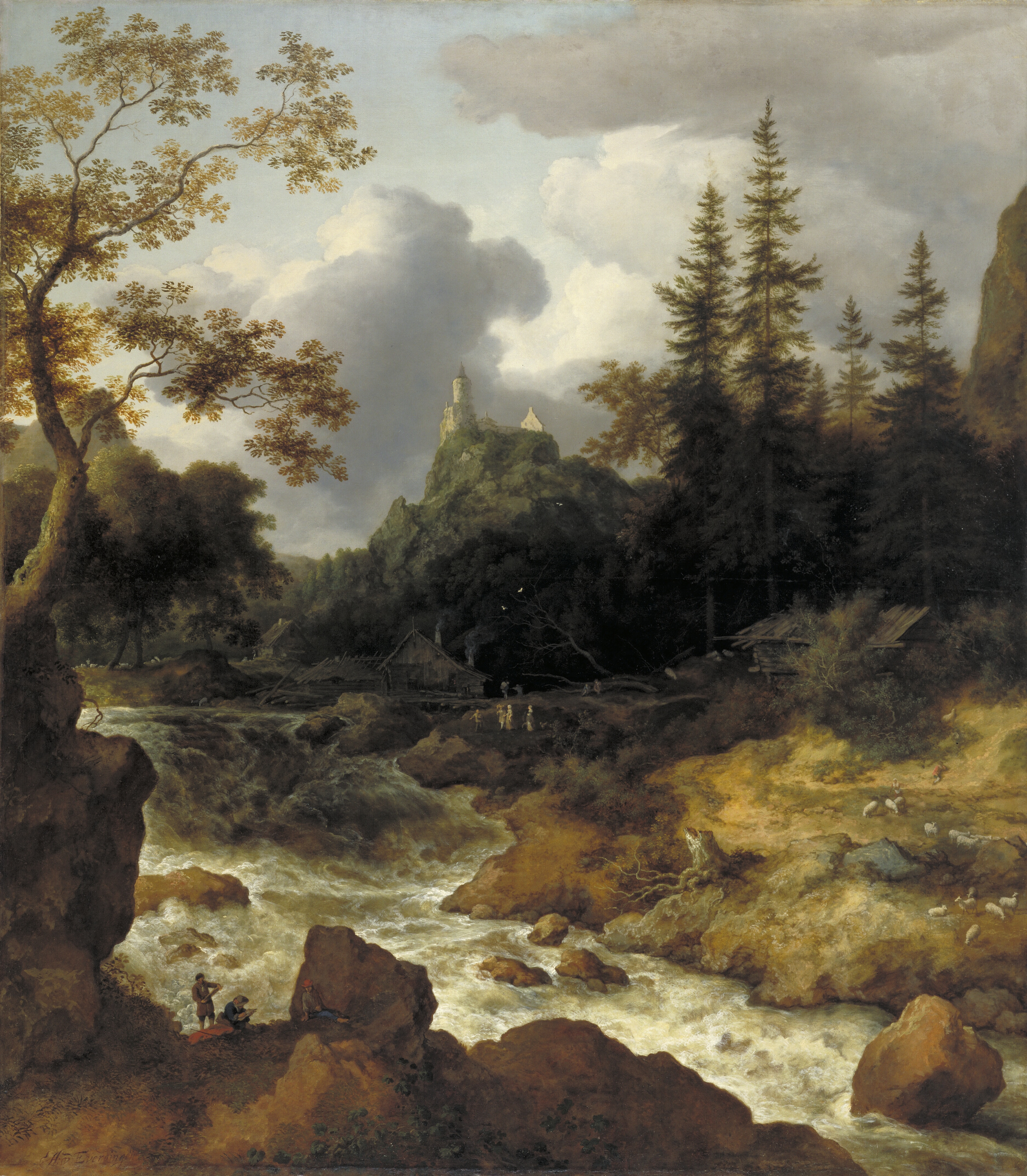
ノルウェーの風景
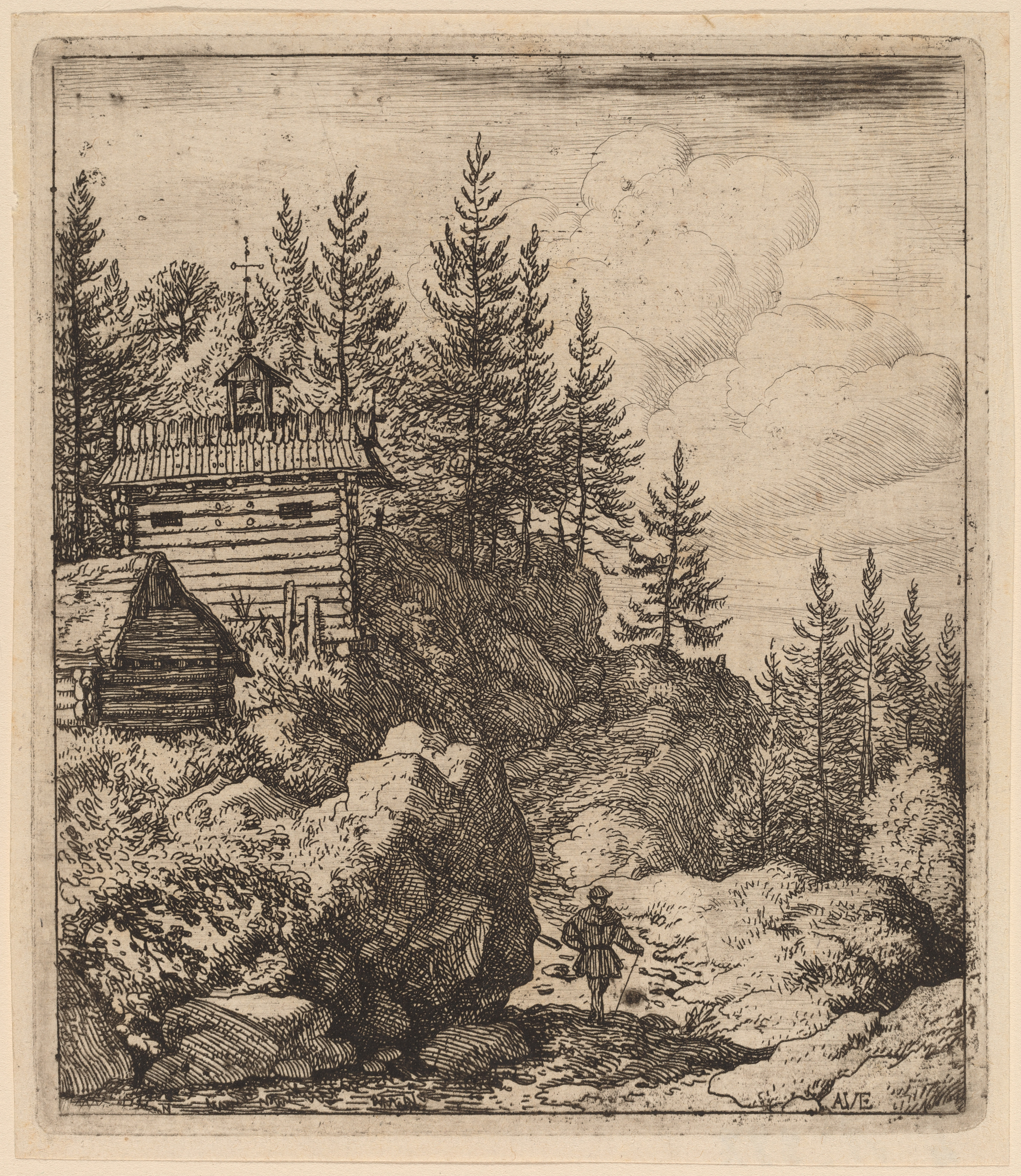
版画
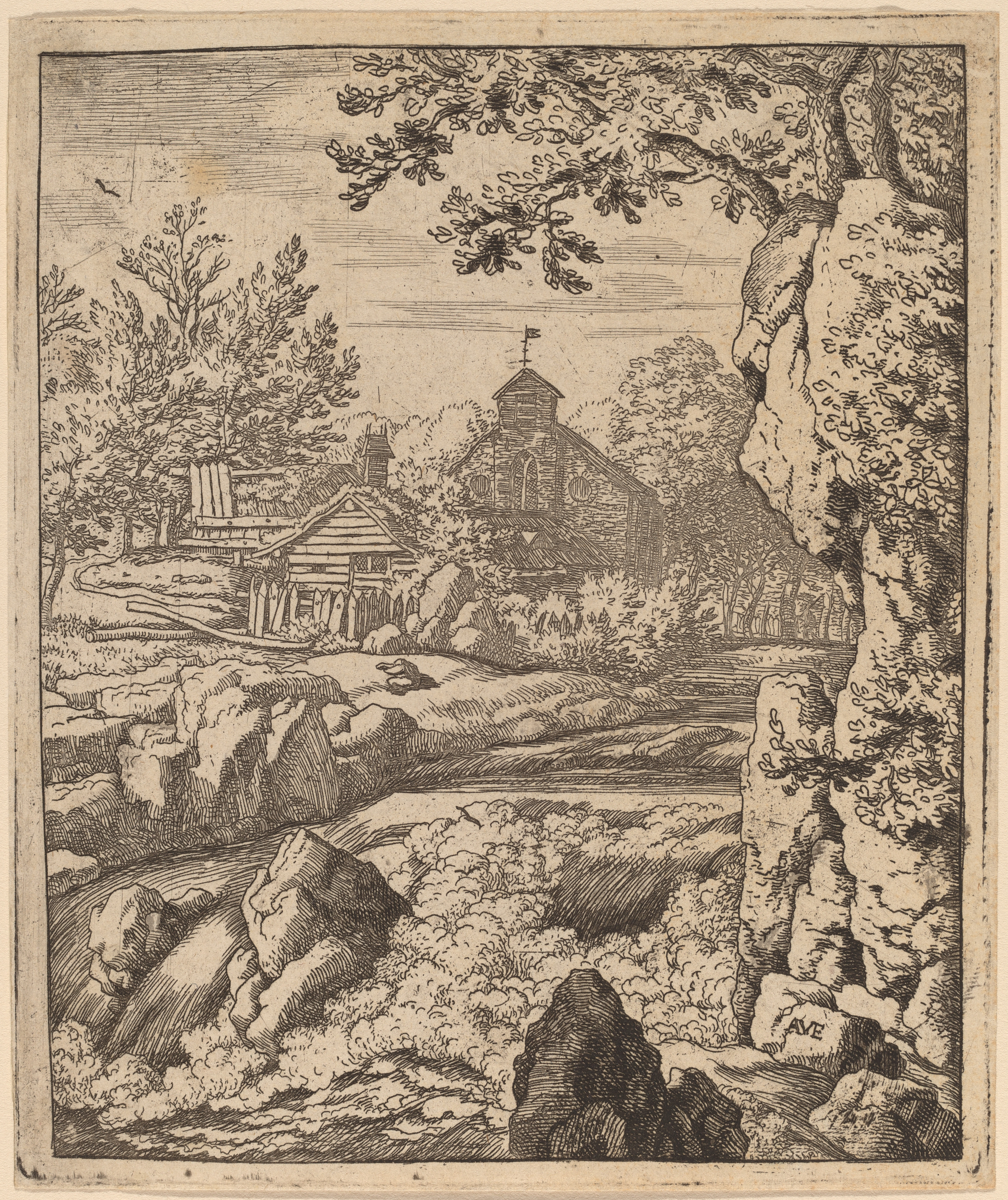
版画